# Jean-Marie Chaux
Jean-Marie Chaux, född 21 augusti 1755 i Dijon, död där 1849, var en fransk jurist.
Chaux var generalprokurator i parlamentet i Bourgogne 1783. Han flyttade till Sverige 1789 där han var hertig Carls bibliotekarie 1792-1796 och Gustav IV Adolfs lektör 1797-1809. Han redigerade den franska upplagan av Gustav IIIs skrifter 1803-1805. Chaux återvände till Frankrike 1809 där han utnämndes av Napoleon  till rådman i Dijon, vilket att han förblev även efter restaurationen. Han tilldelades Vasaorden 1841. Chaux invaldes till utländsk ledamot nummer 16 i Kungliga Musikaliska Akademien den 8 april 1795.